# 대한민국 형법 제13조
대한민국 형법 제13조는 범의에 대한 형법총론의 조문이다.

## 조문
제13조(범의) 죄의 성립요소인 사실을 인식하지 못한 행위는 벌하지 아니한다. 단, 법률에 특별한 규정이 있는 경우에는 예외로 한다.

第13條(犯意) 罪의 成立要素인 事實을 認識하지 못한 行爲는 罰하지 아니한다. 但, 法律에 特別한 規定이 있는 境遇에는 例外로 한다.

## 비교 조문
일본형법 제38조(고의) ① 죄를 범할 의사가 없는 행위는 벌하지 아니한다. 단, 법률에 특별한 규정이 있는 경우에는 그러하지 아니하다.
② 중한 죄에 해당하는 행위를 하였지만 행위 당시 그 중한 죄에 해당하게 된다는 사실을 알지 못하였던 자는 그 중한 죄에 의하여 처단할 수 없다.
③ 법률을 알지 못하였을지라도 그에 의하여 죄를 범할 의사가 없었다고 할 수 없다. 단, 정상에 의하여 그 형을 감경할 수 있다.

## 참고문헌
김준성. (2023). 형법 제13조 ‘고의(故意)’개념의 재해석과 적용문제. 연세법학,(43), 17-44.

## 같이 보기
- 원인에 있어서 자유로운 행위